# Otto Heinrich von der Gablentz
Otto Heinrich von der Gablentz (* 11. September 1898 in Charlottenburg; † 27. April 1972 ebenda) war ein deutscher Politologe, Widerstandskämpfer gegen den Nationalsozialismus und Mitglied der Widerstandsgruppe Kreisauer Kreis.

## Leben

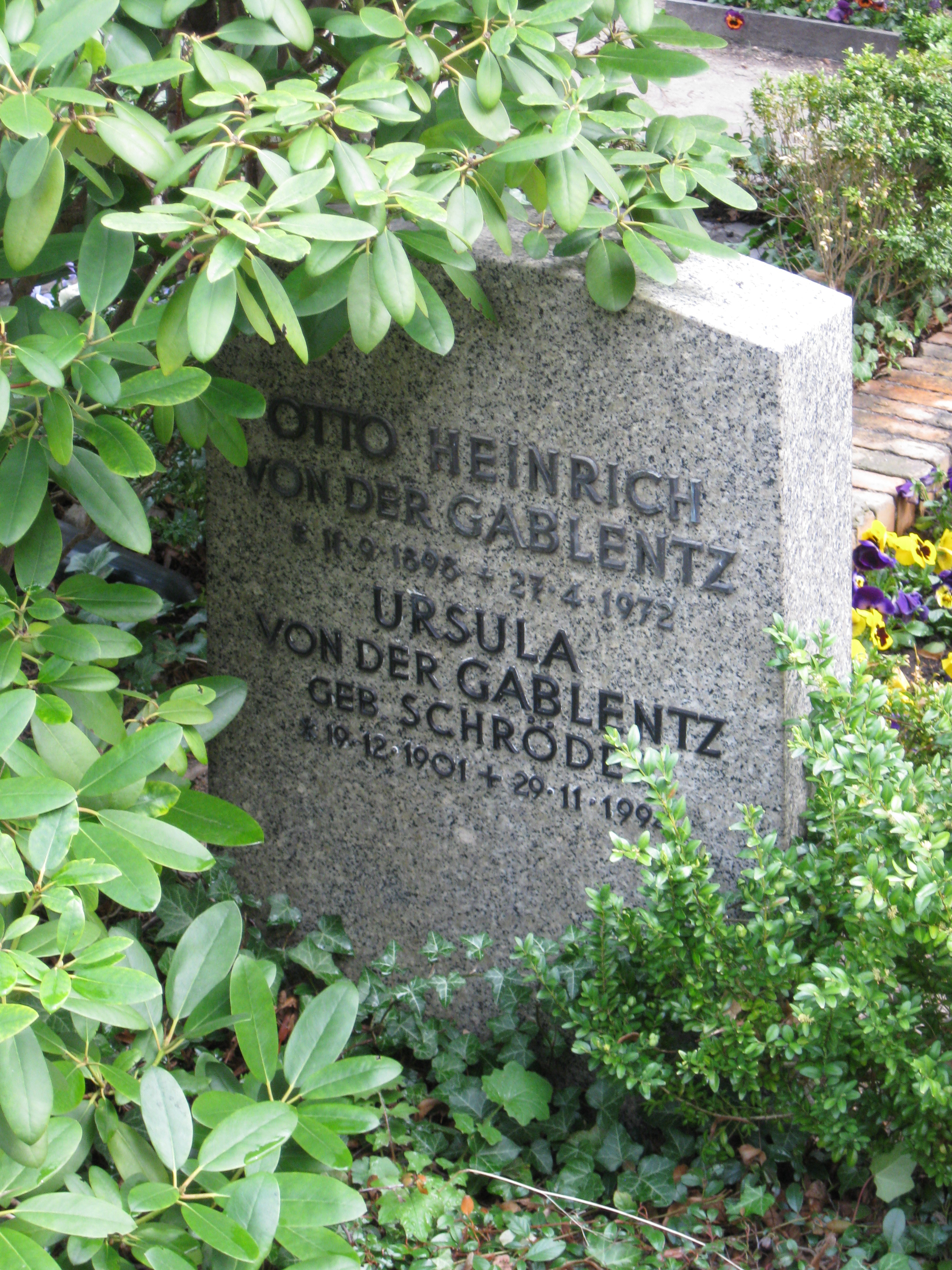
Von der Gablentz’ Grab auf dem St.-Annen-Kirchhof in Berlin-Dahlem

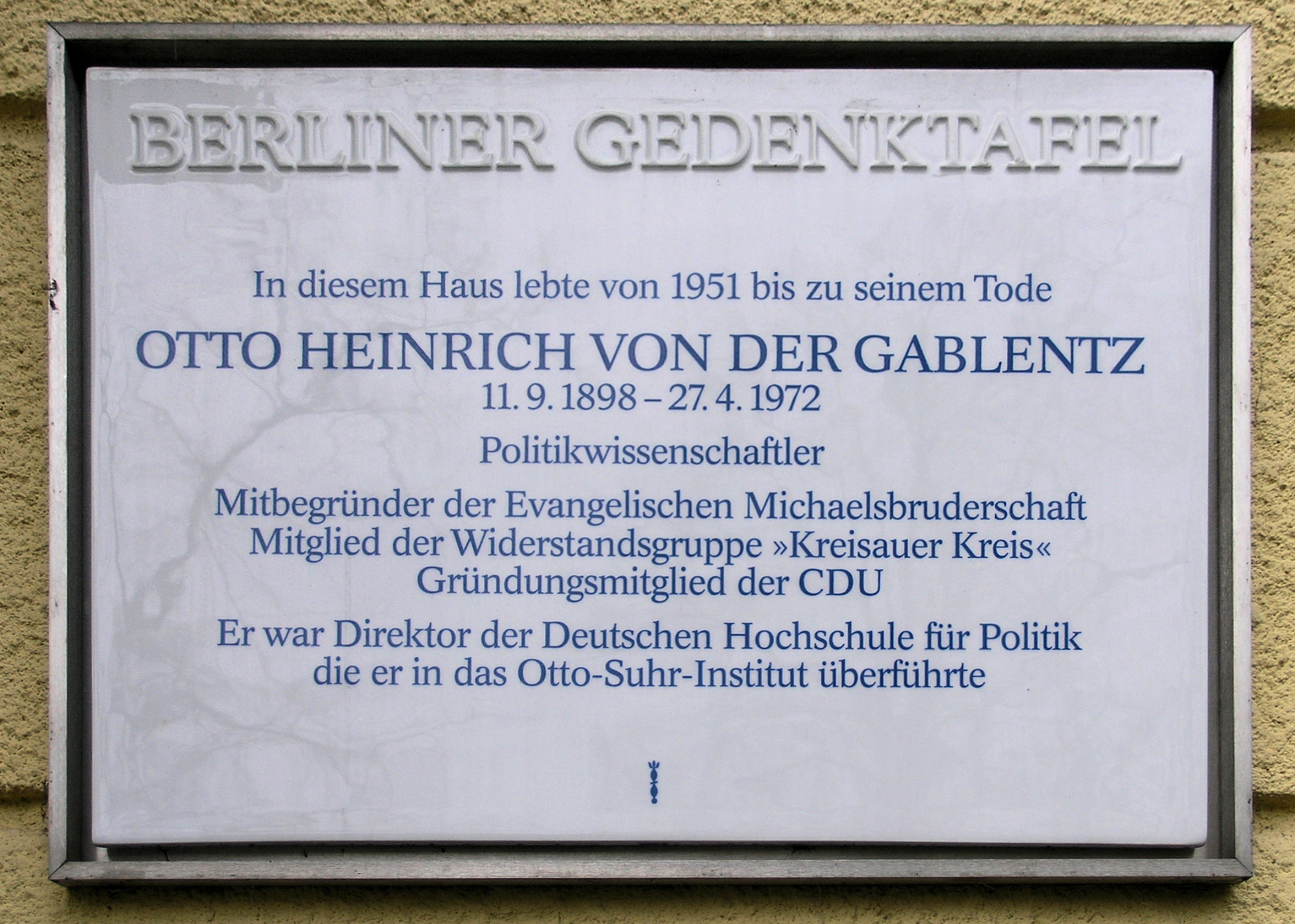
Berliner Gedenktafel am Haus Habelschwerdter Allee 24, in Berlin-Dahlem

Otto Heinrich von der Gablentz war der Sohn des Majors Otto von der Gablentz und der Cathérine geb. George, die hugenottischer Abstammung war. Sein Vater fiel 1916 bei Verdun. Er war Teilnehmer des Ersten Weltkriegs, in dem er 1917 schwer verwundet wurde. Er studierte Staatswissenschaften und wurde 1920 zum Dr. rer. pol. promoviert. Er war Angehöriger der Michaelsbruderschaft und setzte sich für einen religiösen Sozialismus ein, wie ihn Paul Tillich vertrat.
Seine erste Anstellung nach dem Studium führte Gablentz 1925 als Referent ins Reichswirtschaftsministerium und ins Statistische Reichsamt. Von 1931 bis 1933 war er Sachverständiger bei zahlreichen internationalen Konferenzen in Lausanne, Basel und London, in denen es um die deutschen Reparationen nach dem Ersten Weltkrieg ging.
Die Nationalsozialisten vertrieben ihn 1933 aus seiner Stellung im Reichswirtschaftsministerium. Er wechselte daraufhin zur Wirtschaftsgruppe Chemische Industrie und blieb dort auch während des Zweiten Weltkriegs. In seinem neuen Arbeitsumfeld lernte er Horst von Einsiedel kennen. 1940 schloss er sich als einer der ersten dem Kreisauer Kreis an. Er wurde von den Nationalsozialisten zum Kreis der Attentäter vom 20. Juli 1944 gezählt, was ihm jedoch nicht nachgewiesen werden konnte.
Nach dem Ende des Zweiten Weltkriegs gehörte Gablentz zu den Gründungsmitgliedern der Christlich Demokratischen Union Deutschlands (CDU) in Berlin. 1965 trat er aus der Partei aus, er warf ihr mangelnde Reformbereitschaft vor.
Von 1948 bis 1950 war er Mitglied des Wissenschaftlichen Beirates bei der Verwaltung für Wirtschaft der Bizone bzw. beim Bundesminister für Wirtschaft. 1948 war Otto Heinrich von der Gablentz einer der Wiederbegründer der Deutschen Hochschule für Politik sowie deren Direktor von 1955 bis 1959.
1953 erhielt er einen Ruf als Professor für Politikwissenschaft an die Freie Universität Berlin. 1966 wurde er emeritiert. Er war Mitbegründer und von 1955 bis 1958 Vorsitzender des Evangelischen Arbeitskreises (EAK) der CDU Berlin sowie von 1953 bis 1956 Vorstandsmitglied der Gesellschaft für Christlich-Jüdische Zusammenarbeit in Berlin e. V.

## Familie
Otto Heinrich von der Gablentz heiratete 1928 Hildegard Zietlow. Sie hatten vier Kinder. Ihr Sohn Otto von der Gablentz war deutscher Botschafter in den Niederlanden, Israel und Russland.

## Gedenken
Nach Otto Heinrich von der Gablentz ist seit 11. September 1998 eine Straße im Berliner Stadtteil Reinickendorf benannt, die bis dahin den Namen des deutschen Generals und SS-Offiziers Karl Hoefer trug.

## Schriften
- Die Tragik des Preussentums. Franz Hanfstaengl, München 1948.
- Geschichtliche Verantwortung Zum christlichen Verständnis der deutschen Geschichte. Klett, Stuttgart 1949.
- Die versäumte Reform. Zur Kritik der westdeutschen Politik. Westdt. Verlag, Köln 1960.
- Der Kampf um die rechte Ordnung. Beiträge zur politischen Wissenschaft. Westdt. Verlag, Köln 1964.
- Einführung in die Politische Wissenschaft. Westdt. Verlag, Köln 1965.
- Politische Schriften / Immanuel Kant. Westdt. Verlag, Köln 1965.
- Die politischen Theorien seit der amerikanischen Unabhängigkeitserklärung. 3. Aufl. Westdt. Verlag, Köln 1967.